# Уренгой — Помари — Ужгород (газопровід)
Газопровід Уренгой — Помари — Ужгород (УПУ) — експортний газопровід, який з'єднує Уренгойське газове родовище та газові родовища півночі Західного Сибіру з Ужгородом (Україна). Далі газ транспортується кінцевим споживачам у Центральній та Західній Європі.

## Загальний опис
Перетинає російсько-український кордон на північ від міста Суми, перша компресорна станція на території України — КС«Ромненська». По території України газ транспортується до КС «Ужгород» на українсько-словацькому кордоні та до менших компресорних станцій на угорському та румунському кордонах. Газопровід перетинає Уральські гори і більше 600 річок, включаючи Об, Волгу, Дон і Дніпро.
Початковий проєкт експортного газопроводу 1978 року передбачав його будівництво від родовищ Ямбурга, але пізніше маршрут трубопроводу було змінено від Уренгойського родовища, яке вже, на той час, експлуатувалося. У липні 1981 року консорціум німецьких банків на чолі з Deutsche Bank і AKA Ausfuhrkredit GmbH погодився надати 3,4 млрд німецьких марок у вигляді кредитів для будівництва компресорних станцій. Пізніше були підписані угоди з групою французьких банків і японським експортно-імпортним банком. У 1981—1982 були підписані контракти про постачання компресорів, труб та інше обладнання з Creusot-Loire, John Brown Engineering, Nuovo Pignone, AEG-Telefunken, Mannesmann, Dresser Industries, Walter Kidde і Japan Steel Works. Трубоукладачі були придбані у компаній Caterpillar Inc і Komatsu.
Газопровід був побудований в 1982—1984 роки. Він створив трансконтинентальну систему транспортування газу Західного Сибіру до Західної Європи, офіційна церемонія інавгурації відбулася у Франції.
Будівництво газопроводу було завершено в 1983 році. Загальна довжина — 4 451 км, потужність — 32 млрд м³ газу на рік. Діаметр труб — 1420 мм. Протяжність по території України — 1 160 км, на трасі знаходяться дев'ять компресорних станцій. На кожній КС встановлено по три ГПА ГТК-25І [Архівовано 25 грудня 2018 у Wayback Machine.], по три ГПА-25 (ГТУ ДН80Л ВО «Зоря-Машпроект», м. Миколаїв, Україна, нагнітач виробництва НЗЛ, м. Ленінград, СРСР) на КС33 и КС37.

## КС української ділянки
- КС32 Ромни;
- КС33 Гребінка, (37203, Україна, Полтавська область, с. Веселе, вул. Польова, буд. 1а). Спершу планувалося будувати станцію в м. Гребінці, але пізніше проєкт було змінено, однак назву станції КС33 "Гребінківська" залишили без зміни. 3488 км;
- КС34 Софіївка; [Архівовано 25 грудня 2018 у Wayback Machine.]
- КС35 Ставище; [Архівовано 17 травня 2020 у Wayback Machine.]
- КС36 Іллінці;
- КС37 Бар;
- КС38 Гусятин;
- КС39 Богородчани; [Архівовано 25 грудня 2018 у Wayback Machine.]
- КС40 Воловець;  [Архівовано 17 травня 2020 у Wayback Machine.]

## Газопровід у мистецтві
Історії будівництва цього газопроводу присвячений художній фільм «Контракт століття».

## Аварії на газопроводі
12 травня 2014 року, згідно повідомлення (прим. — на той час) голови Івано-Франківської обласної держадміністрації Андрія Троценка, на наземній ділянці переходу магістрального газопроводу високого тиску «Уренгой — Помари — Ужгород» через річку Лімниця, було виявлено витік газу. За його словами, на місці вибуху було знайдено залишки вибухового пристрою, який керувався дистанційно. 
17 червня 2014 року, на газопроводі «Уренгой — Помари — Ужгород» поблизу с. Ісківці Лубенського району Полтавської області стався вибух, в результаті чого полум'я піднялося на висоту близько 200 метрів. На той момент газопроводом транспортувалося близько 80 % російського газу для європейських країн.
15 вересня 2020 року, о 00:15, в районі населеного пункту Чабани Київської області стався розрив газопроводу високого тиску «Уренгой — Помари — Ужгород». ДСНС уточнила, що "розгерметизувався" магістральний газопровід високого тиску діаметром понад 1 м. Згідно повідомлення Міністерства енергетики України, що незважаючи на позаштатну ситуацію, транзит газу до країн Європи через українську ГТС забезпечено у заявлених для транзиту об'ємах.
9 січня 2021 року, на магістральному газопроводі «Уренгой — Помари — Ужгород», поблизу села Калайдинці Лубенського району на Полтавщині, стався вибух. За більш уточненими даними, згідно з повідомленням агентства BBC News Україна, вибух на газопроводі стався поміж селами Єнківці та Тарандинці, того ж, Лубенського району Полтавської області.